# 대한민국 형법 제305조
대한민국 형법 제305조는 미성년자에 대한 간음, 추행에 대한 형법각칙의 조문이다. [본조신설 2012.12.18.]

## 조문
제305조(미성년자에 대한 간음, 추행) 13세 미만의 사람에 대하여 간음 또는 추행을 한 자는 제297조, 제297조의2, 제298조, 제301조 또는 제301조의2의 예에 의한다. <개정 1995.12.29, 2012.12.18>

## 사례
- 중학교 여교사인 A씨(35)와  자신이 담임을 맡은 남제자 B군(15)의 성관계가 '상호 합의하'에 이뤄진 경우 B군이 13세 이상이고 대가없이 합의로 이뤄진 성관계이므로 현행법상 처벌할 수 없는데 이는 B군은 미성년자이지만 13세 이상이기 때문에 이 조항에 해당되지 않는다.[1].
- 초등학교 4학년의 남자 담임교사인 피고인이 교실에서 자신이 담당하는 반의 남학생인 피해자의 성기를 4회에 걸쳐 만진 사안에서, 그와 같은 피고인의 각 행위는 비록 교육적인 의도에서 비롯된 것이라 하여도 교육방법으로서는 적정성을 갖추고 있다고 볼 수 없고, 그로 인하여 정신적․육체적으로 미숙한 피해자의 심리적 성장 및 성적 정체성의 형성에 부정적 영향을 미쳤으며, 현재의 사회환경과 성적 가치기준․도덕관념에 부합되지 아니하므로, 형법 제305조에서 말하는 ‘추행’에 해당한다고 판단한다[2]

## 판례
- 형법 제305조의 미성년자의제강제추행죄는 ‘13세 미만의 아동이 외부로부터의 부적절한 성적 자극이나 물리력의 행사가 없는 상태에서 심리적 장애 없이 성적 정체성 및 가치관을 형성할 권익’을 보호법익으로 하는 것으로서, 그 성립에 필요한 주관적 구성요건요소는 고의만으로 충분하고, 그 외에 성욕을 자극․흥분․만족시키려는 주관적 동기나 목적까지 있어야 하는 것은 아니다[3]

## 참고 문헌
- 김재윤, 손동권, 『새로운 형법각론』, 율곡출판사, 2013. ISBN 978-89-974283-4-2

## 같이 보기
- 성폭행
- 강제추행
- 성희롱
- 성범죄
- 미성년자